# La Forestal (crónica cantada)
La Forestal (crónica cantada) es una obra musical y álbum grabado en vivo en el teatro. El autor del guion es Rafael Ielpi, quien se basó en el libro La Forestal, de Gastón Gori, y la música original es de Jorge Cánepa y José Luis Bollea (1942-2010). La obra narra las actividades de la compañía inglesa homónima que en Argentina tuvo en sus manos el monopolio absoluto de la explotación del quebracho colorado en el denominado Chaco santafesino, así como a los primeros movimientos obreros en la República Argentina de los años 1919 y 1921, destinados a obtener reivindicaciones sobre las inhumanas condiciones de vida y de trabajo, y sobre los exiguos jornales que se cobraban en "moneda de La Forestal", cuyo valor era el del canje en las proveedurías de la propia compañía.
Fue estrenada el 12 de enero de 1984 en el Teatro La Comedia de la ciudad de Rosario (provincia de Santa Fe), y es considerada como un clásico de la historia del teatro en su ciudad.

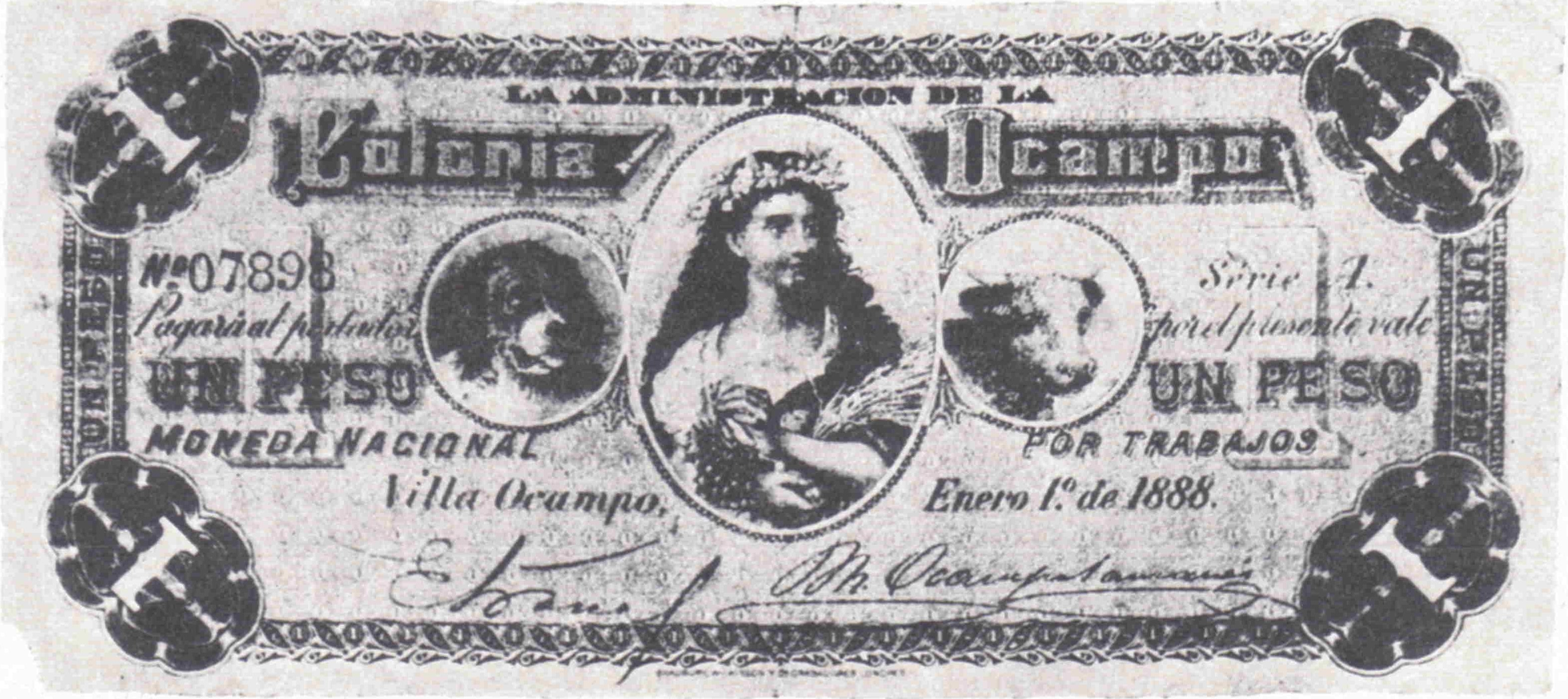
Cuasimoneda de La Forestal.

## Versión discográfica
En el mismo año 1984 aparece la versión discográfica editada por la compañía CBS, que se realiza mediante grabaciones en vivo durante presentaciones realizadas en las ciudades de Rosario, Santa Fe y Buenos Aires, con la participación de la agrupación coral Arsis, de la ciudad de Rosario. La adaptación de la obra original fue realizada por Enrique Llopis.

## Datos de la obra musical
- Título: La Forestal (crónica cantada): un hachazo a la dignidad del hombre
- Sobre textos de: Rafael Ielpi (basado en el libro La Forestal, de Gastón Gori)
- Música original: Jorge Cánepa y José Luis Bollea (1942-2010)
- Arreglos y dirección musical: Jorge Cánepa
- Interpretada por:
  - Enrique Llopis (canto)
  - Emilio Lenski (relatos)
- Dirección general: Néstor Zapata

En junio de 1973 estrenan la Crónica cantada sobre La Forestal, con letra de Rafael Ielpi (basado en el libro La Forestal de Gastón Gori), música de José Luis Bollea, montaje audiovisual y material fotográfico de Rubén Naranjo, y Carlos Jorge en los parlamentos, que se estrena en la sala Corchos y Corcheas.3La obra resume los crímenes de la empresa británica The Forestal Land, Timber and Railways Company Limited (que tuvo en sus manos el monopolio de la explotación del quebracho colorado en el Chaco santafesino), y la Historia de los primeros movimientos obreros en la Argentina de los años 1919 a 1921.

### Otros
- Técnico de grabación y mezcla: Alejandro Franco
- Asistente de grabación: Gabriel Soriano
- Dirección artística: Gonzalo Pena
- Diseño gráfico: Daniel Cortondo
- Coordinación gráfica: J. C. Oriel

## Álbum

### Lado A
Tiempo total: 20:32
1. La esperanza (Camino a Tartagal)
2. El desencanto (Vámonos al Chaco)
3. La bailanta (Tres veces a la semana)
4. La huelga (Aquí estamos con la huelga)
5. La represión (Vienen los mercenarios)
6. Llegada del 12

### Lado B
Tiempo total: 24:53
1. El amor (Tan sin palabras)
2. Los ferroviarios (Hasta morir o vencer)
3. La tortura (Color tierra)
4. El incendio (¿Por qué no hacemos igual?)
5. El éxodo (Se terminó la vida, compañera)
6. Crónica de un olvido